# أبو منجل زيتوني
أبو منجل الزيتوني (باللاتينية: Bostrychia olivacea) هو طائر من جنس Bostrychia الذي ينتمي إلى فصيلة أبو منجليات، يتواجد بالكاميرون والكونغو وجمهورية الكونغو الديموقراطية وساحل العاج والغابون وغانا وكينيا وليبيريا وساو توميه وبرينسيب وتنزانيا وسيراليون.